# Abd al-Baqi Tabrizi
Abd al-Baqi Tabrizi, genannt Danischmand (anhörenⓘ persisch عبدالباقی تبریزی, DMG ʿAbd al-Bāqī Tabrīzī, [æbdolbɑɢi tæbɾizi]; * unbekannt; † 1629/1630), war ein adliger Gelehrter aus Ost-Aserbaidschan im heutigen Iran.
Seine Jugend verbrachte er in Tabriz (Täbris), wo er in Philosophie, Mathematik und arabischer Dichtung unterrichtet wurde. Seine Gedichte schrieb er unter dem Pseudonym „Baqi“. Er war ein prominenter Kalligraf der Safawidenära. Er gilt als Experte der Thuluth-, Naschī- und Reqaschriften. Er lebte in der Zeit des Abbas I. und war ein Schüler von Ala ed-Din Tabrizi und Alireza Abbassi.